# 35. Bayerische Theatertage Hof 2017
Die 35. Bayerischen Theatertage fanden vom 29. April bis zum 14. Mai 2017 unter dem Motto Schichtwechsel (Themenbereich Arbeit und Macht) in Hof statt. Der Landesverband Bayern des Deutschen Bühnenvereins hatte die Veranstaltung im Dezember 2014 an das Theater Hof vergeben. Die Stadt war damit zum dritten Mal nach 1995 und 2003 Gastgeber des größten bayerischen Theaterfestivals.

## Programm
Insgesamt 33 verschiedene Ensembles aus ganz Bayern (sowie das tschechische Westböhmisches Theater Eger) führten im Rahmen der 35. Bayerischen Theatertage 2017 insgesamt 55 Produktionen aller Art auf. Ein Schwerpunkt dabei war das Kinder- und Jugendtheater. Als Spielstätten dienten vor allem das Große Haus und das Studio, aber auch diverse Schulen. Die Theatertage endeten am 14. Mai 2017. Unter dem Motto Überstunden wurden allerdings drei weitere Vorstellungen am 15. Mai 2017 gezeigt. Anders als in den Jahren zuvor wurden keine Preise vergeben.

## Bühnen und Stücke
1. Residenztheater München
  - 29. April 2017: Wer hat Angst vor Virginia Woolf? (Großes Haus)
  - 03. Mai 2017: Dschihad One-Way (Mensa Schülerwohnheim Rehau)
2. Theater Hof
  - 30. April 2017: Das letzte Band (Studio)
  - 09. Mai 2017: Restauration
3. Theater Ansbach
  - 30. April 2017: Stalin (Großes Haus)
4. Fränkisches Theater Schloss Maßbach
  - 01. Mai 2017: Jagdszenen aus Niederbayern (Großes Haus)
  - 02. Mai 2017: Coming Out! Oder: Die Kunst einen Apfel zu schälen (Klassenzimmer Staatliche Realschule Naila)
5. Theater Pfütze Nürnberg
  - 02. Mai 2017: Der Besuch (Studio)
6. Theater Regensburg
  - 02. Mai 2017: Lehman Brothers (Großes Haus)
7. Theater Erlangen
  - 03. Mai 2017: 100 Meter (Schiller-Gymnasium Hof @ Jahnsporthalle)
  - 05. Mai 2017: Odyssee – eine Heimsuchung (Großes Haus)
8. Landestheater Coburg
  - 03. Mai 2017: Frau Müller muss weg (Studio)
9. E.T.A.-Hoffmann-Theater Bamberg
  - 03. Mai 2017: Unterwerfung (Großes Haus)
10. TiG - Theater im Gärtnerviertel Bamberg
  - 04. Mai 2017: Like me (Aula Johann-Georg-August-Wirth-Realschule Hof)
11. Stadttheater Fürth
  - 04. Mai 2017: Simplicius Simplicissimus – Der klügste Mensch im Facebook (Studio)
12. Mainfranken Theater Würzburg
  - 04. Mai 2017: Die Päpstin: das Ballett (Großes Haus)
13. Akademietheater Regensburg
  - 05. Mai 2017: Nichts. Was im Leben wichtig ist (Studio)
14. Bayerische Staatsoper München
  - 06. Mai 2017: Momo. Der kleine Zirkusjunge (Studio)
15. Bayerisches Staatsballett II (Junior Company) München
  - 06. Mai 2017: Polychrome Dances, Bilder einer Ausstellung, La Ventana, 3 Preludes (Großes Haus)
16. Staatstheater am Gärtnerplatz München
  - 07. Mai 2017: Gold! (Studio)
17. Schauburg – Theater am Elisabethplatz München
  - 07. Mai 2017: Die Entdeckung der Langsamkeit (Großes Haus)
18. Junges Theater Augsburg
  - 08. Mai 2017: Rotkäppchen auf der Flucht (Klassenzimmer Sophiengrundschule Hof)
19. junge //hunde, Theater an der Rott Eggenfelden
  - 08. Mai 2017: Die grandiosen Abenteuer der tapferen Johanna // Holzschwert (Studio)
20. Volkstheater München
  - 08. Mai 2017: Medea (Großes Haus)
21. Gostner Hoftheater Nürnberg
  - 08. Mai 2017: Name: Sophie Scholl (Klassenzimmer Geschwister-Scholl-Mittelschule, Schwarzenbach an der Saale)
22. Staatstheater Nürnberg
  - 09. Mai 2017: Und dann kam Mirna (Studio)
23. Chapeau Claque Kinder- und Jugendtheater Bamberg
  - 10. Mai 2017: Schnickschnack & Schnuck – Auf der Jagd nach der Liebe (Aula Sophiengrundschule Hof)
24. Theater in Kempten
  - 10. Mai 2017: Malala – Mädchen mit Buch (Aula Markgraf Friedrich Schule Rehau)
25. Stadttheater Ingolstadt
  - 10. Mai 2017: Irgendwo, irgendwann (Großes Haus)
  - 11. Mai 2017: Mein Ungetüm (Theaterraum Eichendorff Grundschule Hof)
26. Theater Mummpitz Nürnberg
  - 11. Mai 2017: Kaschtanka (Studio)
27. Theater an der Rott Eggenfelden
  - 11. Mai 2017: Faust – Der Tragödie erster Teil (Großes Haus)
28. Kammerspiele München
  - 12. Mai 2017: She he me (Studio)
29. Theaterakademie August Everding
  - 12. Mai 2017: Die Widerspenstige (Großes Haus)
  - 15. Mai 2017: Die ganzen Wahrheiten (Studio)
  - 15. Mai 2017: Die Konsistenz der Wirklichkeit (Studio)
30. Das Meer dazwischen GbR
  - 13. Mai 2017: Du und ich und das Meer dazwischen (Studio)
31. Theater Wasserburg
  - 13. Mai 2017: Kleiner Mann – was nun? (Großes Haus)
32. Landestheater Schwaben Memmingen
  - 14. Mai 2017: Ich bin das Volk (Studio)
33. Theater Augsburg
  - 14. Mai 2017: Faust (Großes Haus)
34. Westböhmisches Theater Eger
  - 15. Mai 2017: Brandzeichen (Cejch) (Großes Haus)